# Gavrus
Gavrus ist eine französische Gemeinde mit 623 Einwohnern (Stand: 1. Januar 2022) im Département Calvados in der Region Normandie. Sie gehört zum Arrondissement Caen und zum Kanton Évrecy.

## Geografie
Gavrus liegt etwa 13 Kilometer südwestlich von Caen. Umgeben wird die Gemeinde von:
- Mondrainville im Norden,
- Baron-sur-Odon im Nordosten,
- Esquay-Notre-Dame im Osten,
- Avenay im Südosten,
- Bougy im Süden,
- Val d’Arry mit Le Locheur im Südwesten und Missy im Westen,
- Grainville-sur-Odon in nordwestlicher Richtung.

## Bevölkerungsentwicklung
| Jahr                             | 1793 | 1836 | 1876 | 1926 | 1946 | 1968 | 1990 | 2016 |
| Einwohner                        | 153  | 189  | 120  | 102  | 80   | 111  | 196  | 555  |
| Quelle: Cassini, EHESS und INSEE |      |      |      |      |      |      |      |      |

## Sehenswürdigkeiten

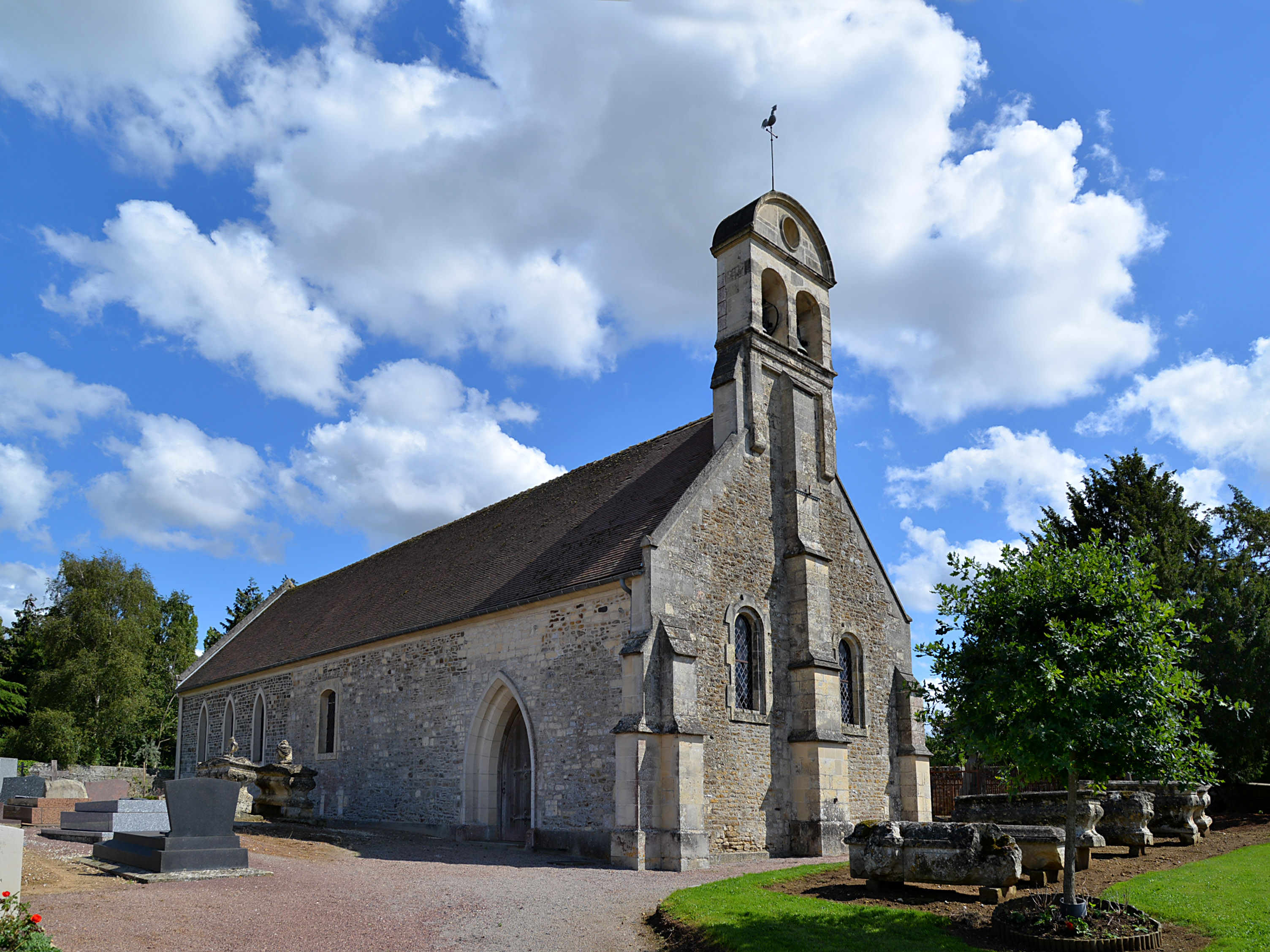
Kirche Saint-Aubin

- Kirche Saint-Aubin
- Schloss